# اتموس انرژی
اتموس انرژی (انگلیسی: Atmos Energy) شرکت انرژی آمریکایی است، که در سالر۱۹۰۶ تأسیس شد.